# Lamija
Lamija (grč. Λάμια, Lámia) ili Sibarida (Σύϐαρις, Súbaris) u grčkoj mitologiji bila je čudovište iz Hadova podzemnog carstva, polužena i poluzmija, Posejdonova kći, koja je noću izlazila na površinu zemlje, krala majkama djecu, ubijala ih i pila njihovu krv. U novije vrijeme Lamija se smatra bezopasnim strašilom koje plaši djecu i naivne ljude.

## Etimologija
Prema Aristofanu, njezino grčko ime dolazi od riječi laimos = "ždrijelo" jer je proždirala ljudsku djecu.

## Karakteristike
Lamijin je gornji dio tijela bilo ljudski, a donji zmijski. Imala je kanibalski tek za djecu koji se mogao protumačiti kao erotski tek za muškarce.

## Mitologija
Prema Diodoru Sicilskom, Lamija je kći Posejdona i Libije, personifikacije istoimene zemlje, koju je Zeus volio. Hera ju je ili pretvorila u čudovište, ako već nije bila Hekatin potomak, ili je Hera ubila svu Lamijinu djecu osim Skile pa ju je tuga pretvorila u čudovište. Smatralo je se i majkom Sibile Herofile, delfijske proročice.
Na Lamiju je ljubomorna Hera bacila kletvu - nije mogla zatvoriti oči tako da je uvijek bila opsjednuta prizorom svoje mrtve djece. Zeus joj je dao dar da može izvaditi svoje oči da bi se odmorila, a potom ih poslije vratiti. Lamija je bila ljubomorna na ostale majke te je pojela njihovu djecu.

## Folklor
U modernoj grčkoj narodnoj tradiciji, Lamija živi sa svojim atributima. Suvremena grčka izreka της Λάμιας τα σαρώματα = "Lamija mete" označava neurednost, a ό παιδί τό 'πνιξε η Λάμια = "Lamija je zadavila dijete" objašanjava iznenadnu smrt mlade djece.
U modernim grčkim pričama slična je Babi Jagi. Živi u udaljenoj kući ili tornju, a hrani se ljudskim mesom te ima magične moći, posjeduje magične predmete ili zna podatke nužne junaku priče na putovanju. Junak je mora izbjeći, prevariti ili steći njezinu naklonost da bi dobio ono što treba. U nekim pričama Lamija ima kćer koja je također čarobnica i pomaže junaku te se na posljetku u nj zaljubi.
U bugarskoj i baskijskoj tradiciji te u grčkoj, Lamija se povezuje s pećinama i vlažnim, tamnim mjestima.

## Vanjske poveznice
- Lamija u klasičnoj literaturi i umjetnosti (engl.)
- Lamija korintska, vampirica (engl.)
- Lamije, vampirice (engl.)